# Riemann-Siegelsche Theta-Funktion

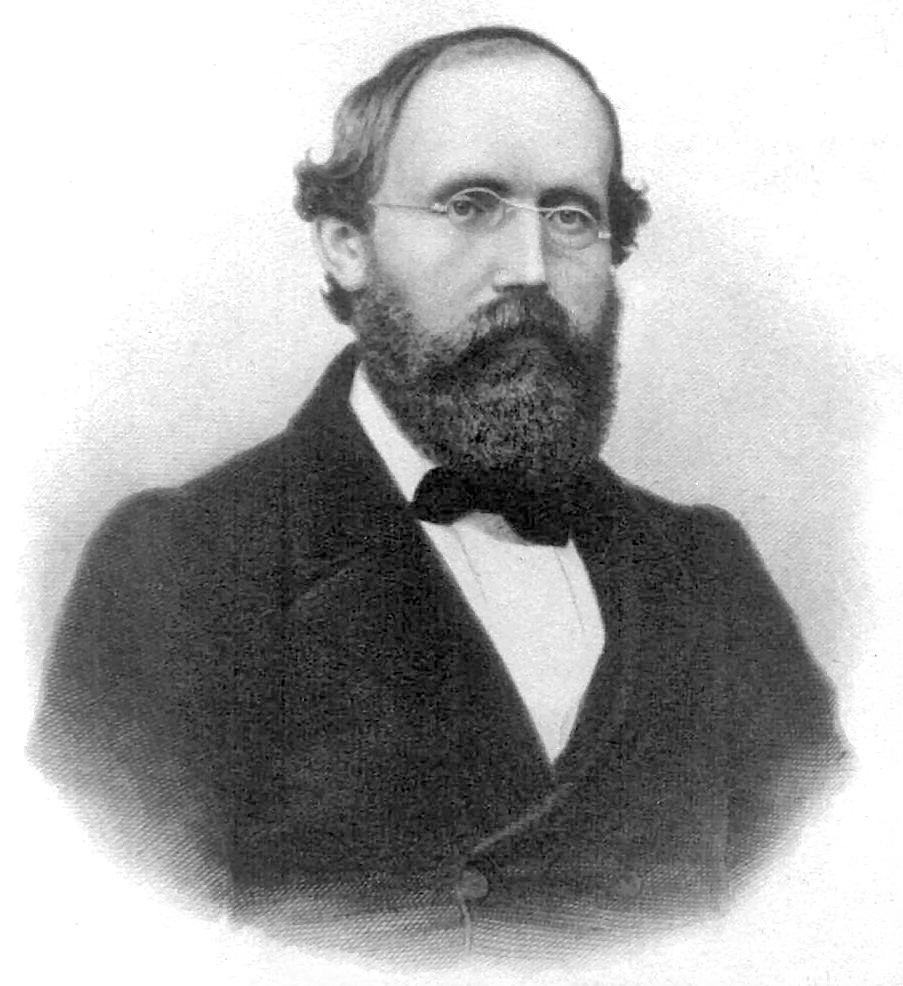
Georg Friedrich Bernhard Riemann (1863)

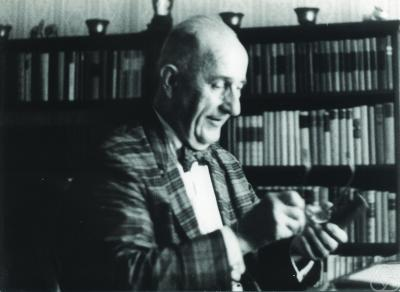
Carl Ludwig Siegel (1975)

Die Riemann-Siegelsche Theta-Funktion ist eine spezielle Funktion aus der analytischen Zahlentheorie, einem Teilgebiet der Mathematik. Sie dient vor allem der Untersuchung von Nullstellen der Riemannschen Zeta-Funktion und damit als Werkzeug im Zusammenhang mit der Riemannschen Vermutung, einem bis heute ungelösten Problem der Mathematik, dessen Lösung Aussagen über die Verteilung der Primzahlen erlauben würde. So lässt sich mit Hilfe der Riemann-Siegelschen Theta-Funktion die Anzahl sogenannter nicht-trivialer Nullstellen der Riemannschen Zeta-Funktion bis zu einem vorgegebenen Imaginärteil angeben. Die Riemann-Siegelsche Theta-Funktion erscheint auch in der Definition von Gram-Punkten – bestimmten reellen Zahlen, deren Lage die Position jener Nullstellen häufig, aber nicht immer, eingrenzt.
Die Theta-Funktion ist nach den beiden deutschen Mathematikern Bernhard Riemann und Carl Ludwig Siegel benannt. Riemann, der 1866 im Alter von 39 Jahren starb, hinterließ zahlreiche private Arbeitsblätter und mathematische Notizen. Der 1896 geborene Siegel nahm sich dieser Unterlagen an und veröffentlichte 1932 eine Arbeit über Riemanns Nachlass zur analytischen Zahlentheorie. Dort behandelte er die heute so bezeichnete Riemann-Siegelsche Formel und damit auch die Theta-Funktion.
Die in diesem Artikel dargestellte Riemann-Siegelsche Theta-Funktion ist zu unterscheiden von anderen mathematischen Funktionen, die ebenfalls den Namen „Theta-Funktion“ tragen, wie etwa der Jacobischen oder der Ramanujanschen Theta-Funktion.

## Definition

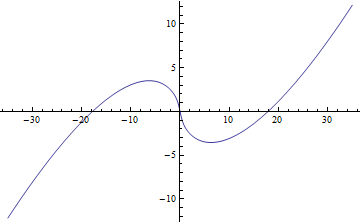
Riemann-Siegelsche Theta-Funktion mit reellem Argument

Die Riemann-Siegelsche Theta-Funktion {\displaystyle \textstyle \theta } wird für reelles {\displaystyle \textstyle t\in \mathbb {R} } definiert durch
{\displaystyle \theta (t)=\arg \Gamma \left({\frac {2it+1}{4}}\right)-{\frac {\log \pi }{2}}t=\arg \left(\pi ^{-{\frac {it}{2}}}\Gamma \left({\frac {2it+1}{4}}\right)\right)\;}.
Dabei bezeichnet {\displaystyle \textstyle \pi } die Kreiszahl, {\displaystyle \textstyle i} die imaginäre Einheit, {\displaystyle \textstyle \log } die Logarithmusfunktion, {\displaystyle \textstyle \Gamma } die Gammafunktion und {\displaystyle \textstyle \arg } eine Argumentfunktion, die durch folgende Bedingungen eindeutig festgelegt ist: Die Werte der Argumentfunktion sind so zu bestimmen, dass {\displaystyle \textstyle \theta (0)=0} gilt und {\displaystyle \textstyle \theta } eine stetige Funktion wird.
Diese Definition lässt sich auch in der Form
{\displaystyle \theta (t)=\operatorname {Im} \log \Gamma \left({\frac {2it+1}{4}}\right)-{\frac {\log \pi }{2}}t=-{\frac {i}{2}}\left(\log \Gamma \left({\frac {2it+1}{4}}\right)-\log \Gamma \left({\frac {2it-1}{4}}\right)\right)-{\frac {\log \pi }{2}}t}
schreiben, wenn man für {\displaystyle \textstyle \log } den Hauptzweig des Logarithmus wählt und {\displaystyle \textstyle \operatorname {Im} } den Imaginärteil einer komplexen Zahl bezeichnet.
Diese letzte Form der Definition eignet sich auch, um die Riemann-Siegelsche Theta-Funktion für komplexe Argumente {\displaystyle \textstyle s\in \mathbb {C} } zu definieren:
{\displaystyle \theta (s)=-{\frac {i}{2}}\left(\log \Gamma \left({\frac {2is+1}{4}}\right)-\log \Gamma \left({\frac {2is-1}{4}}\right)\right)-{\frac {\log \pi }{2}}s,}
wobei für {\displaystyle \textstyle \log } der Hauptzweig des Logarithmus zu wählen ist.

## Eigenschaften der Theta-Funktion mit reellem Argument

### Kurvendiskussion

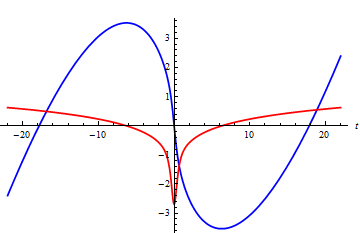
Riemann-Siegelsche Theta-Funktion mit reellem Argument (blau) und ihre Ableitung (rot)

Die Riemann-Siegelsche Theta-Funktion mit reellem Argument ist eine reell-analytische Funktion. Insbesondere ist sie stetig und beliebig oft differenzierbar. Wie z. B. die Sinusfunktion gehört sie zu den ungeraden Funktionen. Es gilt also {\displaystyle \textstyle \theta (-t)=-\theta (t)} für alle {\displaystyle \textstyle t\in \mathbb {R} }. Neben der 0 besitzt sie noch die beiden Nullstellen
{\displaystyle \pm 17{,}8455995404108608\ldots }
Die Theta-Funktion mit reellem Argument nimmt in
{\displaystyle \pm 6{,}2898359888369027\ldots }
ein lokales Minimum bzw. Maximum an. Die dortigen Funktionswerte betragen
{\displaystyle \mp 3{,}5309728290166074\ldots }
Für positive, größer werdende {\displaystyle \textstyle t} geht {\displaystyle \textstyle \theta (t)} gegen {\displaystyle \textstyle +\infty }; für negative, kleiner werdende {\displaystyle \textstyle t} gegen {\displaystyle \textstyle -\infty }.

### Asymptotische Entwicklung

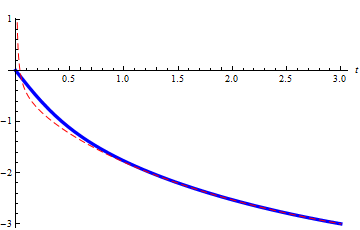
Riemann-Siegelsche Theta-Funktion mit reellem Argument (blau) und ihre nach dem Glied 1/(48t) abgeschnittene, asymptotische Entwicklung (gestrichelt): Schon für Argumente t mäßiger Größe liefert diese abgeschnittene Entwicklung gute Näherungen des tatsächlichen Funktionswertes der Theta-Funktion.

Die Riemann-Siegelsche Theta-Funktion mit reellem Argument besitzt eine asymptotische Entwicklung, deren führende Glieder die folgende Gestalt haben:
{\displaystyle \theta (t)={\frac {t}{2}}\log \left({\frac {t}{2\pi }}\right)-{\frac {t}{2}}-{\frac {\pi }{8}}+{\frac {1}{48t}}+{\frac {7}{5760t^{3}}}+{\frac {31}{80640t^{5}}}\cdots .}
Bei der Herleitung dieser Entwicklung ersetzt man in der Definition von {\displaystyle \textstyle \theta } die Funktion {\displaystyle \textstyle \log \Gamma } durch deren Stirlingsche Reihe und nutzt eine Identität zwischen dem komplexen Logarithmus und dem Arcustangens sowie dessen Reihendarstellung. Für größere Werte von {\displaystyle \textstyle t} liefert bereits die nach dem Glied {\displaystyle \textstyle {\frac {1}{48t}}} abgeschnittene asymptotische Entwicklung gute Näherungen der tatsächlichen Werte von {\displaystyle \textstyle \theta (t)}. Es gilt also
{\displaystyle \theta (t)\approx {\frac {t}{2}}\log \left({\frac {t}{2\pi }}\right)-{\frac {t}{2}}-{\frac {\pi }{8}}+{\frac {1}{48t}}}.
Bei Bedarf kann die Qualität dieser Annäherung mit Hilfe weiterer Glieder der asymptotischen Entwicklung noch gesteigert werden.

## Zusammenhang mit der Riemannschen Zeta-Funktion

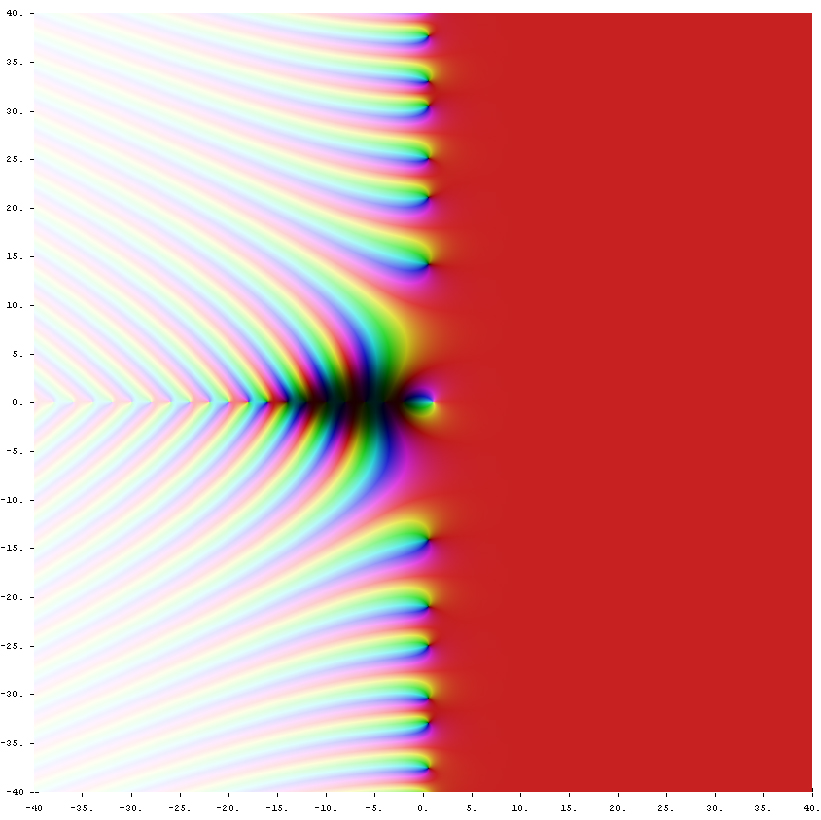
Riemannsche Zeta-Funktion in der komplexen Zahlenebene. Die im Bild dargestellten nicht-trivialen Nullstellen der Zeta-Funktion liegen auf der nicht eingezeichneten, vertikalen Gerade durch 1/2 und sind dort als schwarze Punkte erkennbar. Der weiße Punkt in 1 kennzeichnet die Polstelle der Zeta-Funktion.

Die Riemannsche Zeta-Funktion gehört zu den wichtigsten Funktionen der analytischen Zahlentheorie. Ihre überragende Bedeutung verdankt sie dem Zusammenhang zwischen der Lage ihrer komplexen Nullstellen und der Verteilung der Primzahlen. Ihre sogenannten trivialen Nullstellen sind die negativen geraden Zahlen, also −2, −4, −6, −8 usw. Daneben besitzt sie auch unendlich viele sogenannte nicht-triviale Nullstellen, von denen bekannt ist, dass ihre Realteile zwischen 0 und 1 liegen. Bernhard Riemann hat in seiner berühmten Arbeit von 1859 die Vermutung geäußert, alle nicht-trivialen Nullstellen der Zeta-Funktion besäßen den Realteil 1/2. Diese These, die bis heute weder bewiesen noch widerlegt ist, wird als Riemannsche Vermutung bezeichnet.
Mit Blick auf die Riemannsche Vermutung versucht man zunächst, Aussagen über Nullstellen der Zeta-Funktion mit Realteil 1/2 zu gewinnen. Dabei stellt es sich als vorteilhaft heraus, nicht direkt mit der Riemannschen Zeta-Funktion {\displaystyle \textstyle \zeta } zu arbeiten, sondern mit einem nahen Verwandten: der Riemannschen Xi-Funktion {\displaystyle \textstyle \xi }. Diese ist für komplexes {\displaystyle \textstyle s} definiert durch
{\displaystyle \xi (s)={\frac {1}{2}}s(s-1)\pi ^{-s/2}\ \Gamma \left({\frac {s}{2}}\right)\zeta (s).}

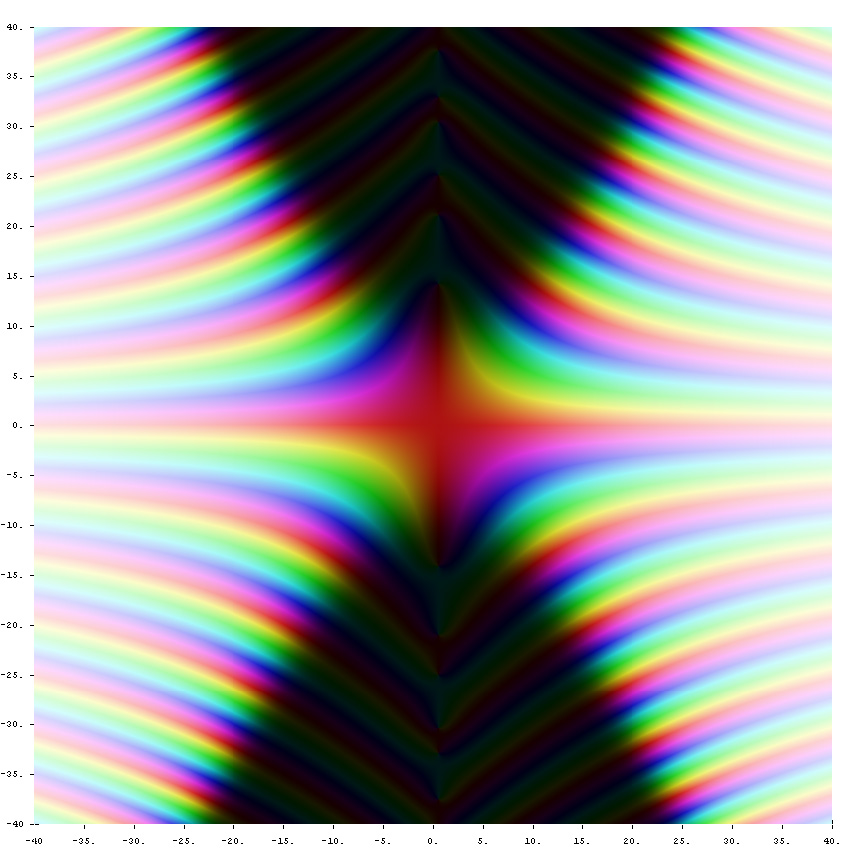
Riemannsche Xi-Funktion in der komplexen Zahlenebene

Auf der rechten Seite eliminieren die Faktoren vor der Zeta-Funktion genau die trivialen Nullstellen der Zeta-Funktion sowie deren Polstelle in 1. Somit sind die Nullstellen der Xi-Funktion identisch mit den nicht-trivialen Nullstellen der Zeta-Funktion. Im Vergleich zur Riemannschen Zeta-Funktion besitzt die Xi-Funktion nun aber den Vorteil, auf der sogenannten kritischen Geraden {\displaystyle \textstyle {\frac {1}{2}}+it}, {\displaystyle \textstyle t\in \mathbb {R} }, nur reelle Werte anzunehmen. Deshalb kann man einfache Nullstellen der Xi-Funktion mit Realteil 1/2 und somit nicht-triviale Nullstellen der Zeta-Funktion mit Realteil 1/2 finden, indem man {\displaystyle \textstyle \xi } auf Vorzeichenwechsel entlang der kritischen Geraden untersucht. Dazu setzt man {\displaystyle \textstyle {\frac {1}{2}}+it} in {\displaystyle \textstyle \xi } ein. Durch einfache Umformungen wird man dann nicht nur auf die Definition der Riemann-Siegelschen Theta-Funktion, sondern auch auf die Definition der Riemann-Siegelschen Z-Funktion geführt:
{\displaystyle {\begin{aligned}\xi \left({\frac {1}{2}}+it\right)&={\frac {1}{2}}\left({\frac {1}{2}}+it\right)\left(-{\frac {1}{2}}+it\right)\pi ^{-{\frac {1}{4}}-{\frac {it}{2}}}\,\Gamma \left({\frac {1}{4}}+{\frac {it}{2}}\right)\zeta \left({\frac {1}{2}}+it\right)\\&=-{\frac {1}{2}}\left({\frac {1}{4}}+t^{2}\right)\pi ^{-{\frac {1}{4}}-{\frac {it}{2}}}\,\Gamma \left({\frac {1}{4}}+{\frac {it}{2}}\right)\zeta \left({\frac {1}{2}}+it\right)\\&=\left[-{\frac {1}{2}}\cdot e^{\operatorname {Re} \log \Gamma \left({\frac {1}{4}}+{\frac {it}{2}}\right)}\cdot \pi ^{-{\frac {1}{4}}}\cdot \left({\frac {1}{4}}+t^{2}\right)\right]\cdot \left[e^{i\operatorname {Im} \log \Gamma \left({\frac {1}{4}}+{\frac {it}{2}}\right)}\cdot \pi ^{-{\frac {it}{2}}}\cdot \zeta \left({\frac {1}{2}}+it\right)\right]\end{aligned}}}
Dabei bezeichnet {\displaystyle \textstyle \operatorname {Re} } den Realteil einer komplexen Zahl. Was nun die Frage nach den Vorzeichenwechseln von {\displaystyle \textstyle \xi } entlang der kritischen Geraden angeht, so ergibt der Ausdruck innerhalb des ersten Paars eckiger Klammern für jedes reelle {\displaystyle \textstyle t} stets einen negativen reellen Wert. Weitere Details dieses Ausdrucks müssen im Zusammenhang mit den gesuchten Vorzeichenwechseln nicht untersucht werden. Die Funktion innerhalb des zweiten Paars eckiger Klammern ist genau die Riemann-Siegelsche Z-Funktion, die nach dem britischen Mathematiker Godfrey Hardy auch als Hardys Z-Funktion bezeichnet wird:
{\displaystyle Z(t)=e^{i\operatorname {Im} \log \Gamma \left({\frac {1}{4}}+{\frac {it}{2}}\right)}\cdot \pi ^{-{\frac {it}{2}}}\cdot \zeta \left({\frac {1}{2}}+it\right)}

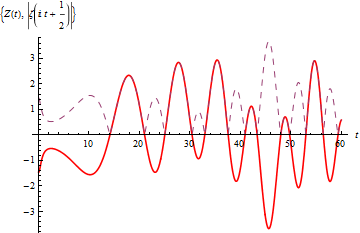
Riemann-Siegelsche Z-Funktion (rot) und der Absolutbetrag der Riemannschen Zeta-Funktion entlang der kritischen Geraden (gestrichelt): Über und auf der horizontalen t-Achse stimmt die rote Kurve der Z-Funktion überein mit der gestrichelten Kurve des Absolutbetrags der Zeta-Funktion entlang der kritischen Geraden. Die Nullstellen der gestrichelten Kurve sind ihre von oben kommenden „Spitzen“, die genau auf der t-Achse liegen. Diese Nullstellen des Absolutbetrags der Zeta-Funktion entlang der kritischen Geraden sind identisch mit den Nullstellen der Z-Funktion. Damit stimmen auch die Nullstellen der Zeta-Funktion mit Realteil 1/2 mit den Nullstellen der Z-Funktion überein.

Zur weiteren Vereinfachung drängen nun die beiden Faktoren vor {\displaystyle \textstyle \zeta \left({\frac {1}{2}}+it\right)} zur Definition einer weiteren Funktion, nämlich gerade der Riemann-Siegelschen Theta-Funktion
{\displaystyle \theta (t)=\operatorname {Im} \log \Gamma \left({\frac {2it+1}{4}}\right)-{\frac {\log \pi }{2}}t,}
denn mit ihrer Hilfe gilt dann
{\displaystyle Z(t)=e^{i\theta (t)}\,\zeta \left({\frac {1}{2}}+it\right).}
Zusammenfassend ergibt sich nun:
{\displaystyle \xi \left({\frac {1}{2}}+it\right)=({\text{negative reelle Zahl}})\cdot Z(t)=({\text{negative reelle Zahl}})\cdot e^{i\theta (t)}\cdot \zeta \left({\frac {1}{2}}+it\right)}
Bei der Suche nach Vorzeichenwechseln der Xi-Funktion und damit nach Nullstellen der Zeta-Funktion auf der kritischen Geraden erscheint die letzte Gleichung auf den ersten Blick wenig gewinnbringend, da der Wert von {\displaystyle \textstyle \xi \left({\frac {1}{2}}+it\right)} mit Hilfe von {\displaystyle \textstyle \zeta \left({\frac {1}{2}}+it\right)} ausgedrückt wird. Allerdings kann der Wert von {\displaystyle \textstyle Z(t)} gut angenähert werden, ohne den Funktionswert {\displaystyle \textstyle \zeta \left({\frac {1}{2}}+it\right)} berechnen zu müssen. Hierzu dient die Riemann-Siegelsche Formel
{\displaystyle Z(t)=2\sum _{n=1}^{N}\left({\frac {\cos(\theta (t)-t\log n)}{n^{\frac {1}{2}}}}\right)+{\text{Fehlerterm}},}
in der {\displaystyle \textstyle N} eine natürliche Zahl und {\displaystyle \textstyle \cos } die Kosinusfunktion bezeichnet. In der Riemann-Siegelschen Formel hängt der Wert von {\displaystyle \textstyle Z(t)} nur von {\displaystyle \textstyle t,\theta (t)} und dem gewählten {\displaystyle \textstyle N} ab, aber nicht mehr von {\displaystyle \textstyle \zeta \left({\frac {1}{2}}+it\right)}. Dies gilt auch für den Fehlerterm. Mit Hilfe der Theta-Funktion {\displaystyle \textstyle \theta (t)} und der Riemann-Siegelschen Formel lassen sich also Näherungen der Werte von {\displaystyle \textstyle Z(t)} und damit Vorzeichenwechsel von {\displaystyle \textstyle \xi \left({\frac {1}{2}}+it\right)} bestimmen. Diese Vorzeichenwechsel zeigen einfache Nullstellen der Xi-Funktion auf der kritischen Geraden und somit Nullstellen der Zeta-Funktion mit Realteil 1/2 an.

## Anzahl nicht-trivialer Nullstellen der Riemannschen Zeta-Funktion
Ist {\displaystyle \textstyle T>0} eine positive reelle Zahl, so bezeichnet man mit {\displaystyle \textstyle N(T)\in \mathbb {N} _{0}} die Anzahl aller Nullstellen {\displaystyle \textstyle \sigma +it} der Riemannschen Zeta-Funktion mit {\displaystyle \textstyle 0\leq \sigma \leq 1} und {\displaystyle \textstyle 0<t\leq T}. Der Wert von {\displaystyle \textstyle N(T)} gibt also die Anzahl nicht-trivialer Nullstellen der Zeta-Funktion mit positivem Imaginärteil {\displaystyle t\leq T} im sogenannten kritischen Streifen an, der als die Menge der komplexen Zahlen mit Realteil {\displaystyle \textstyle 0\leq \sigma \leq 1} definiert ist. Dabei zählt {\displaystyle \textstyle N(T)} die Nullstellen entsprechend ihrer Vielfachheiten, wobei bislang nur nicht-triviale Nullstellen mit einfacher Vielfachheit gefunden wurden.
Ist nun {\displaystyle \textstyle T} kein Imaginärteil einer nicht-trivialen Nullstelle der Zeta-Funktion, so lässt sich mit Hilfe der Riemann-Siegelschen Theta-Funktion und einer Fehlerfunktion {\displaystyle \textstyle S} der Wert von {\displaystyle \textstyle N(T)} genau angeben:
{\displaystyle N(T)=1+{\frac {1}{\pi }}\theta (T)+S(T)}
Da die Fehlerfunktion {\displaystyle \textstyle S} für größer werdendes {\displaystyle \textstyle T} deutlich langsamer wächst als {\displaystyle \textstyle \theta }, ist der Wert von {\displaystyle \textstyle N(T)} annähernd genau gleich {\displaystyle \textstyle {\frac {1}{\pi }}\theta (T)}.

## Gram-Punkte

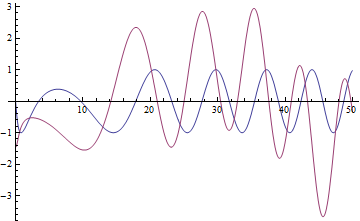
Die Funktionen sin(θ(t)), blau, und Z(t), fliederfarben, für 0<t<50: Die Nullstellen der blauen Kurve sind Gram-Punkte. Die Nullstellen der fliederfarbenen Kurve sind identisch mit den Imaginärteilen der Nullstellen der Riemannschen Zeta-Funktion auf der kritischen Geraden. Im Einklang mit Grams „Gesetz“ wechseln sich die Nullstellen dieser beiden Kurven für 5<t<50 ab. Doch Vorsicht: das nächste Bild zeigt …

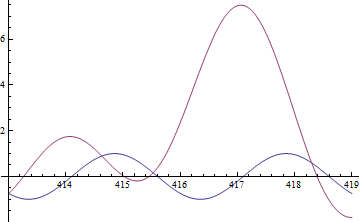
… die beiden Kurven im Intervall 413<t<419, in dem Grams „Gesetz“ nicht gilt: Zwischen den Gram-Punkten bei 414,1 und 415,6 liegen zwei Nullstellen der Z-Funktion und damit auch zwei Imaginärteile von Nullstellen der Riemannschen Zeta-Funktion auf der kritischen Geraden. Dafür befindet sich zwischen den Gram-Punkten bei 415,6 und 417,1 keine Nullstelle der Z-Funktion. Zwischen den Gram-Punkten bei 417,1 und 418,6 liegt genau eine Nullstelle der Z-Funktion – im Einklang mit Grams „Gesetz“.

Die reellen Nullstellen der Funktion {\displaystyle \textstyle \sin \theta } werden Gram-Punkte genannt. Ist also {\displaystyle \textstyle g} eine reelle Zahl mit {\displaystyle \textstyle \sin \theta (g)=0}, so heißt {\displaystyle \textstyle g} ein Gram-Punkt, benannt nach dem dänischen Mathematiker Jørgen Pedersen Gram. Da die Sinusfunktion ihre Nullstellen in den ganzzahligen Vielfachen von {\displaystyle \textstyle \pi } annimmt, ist ein reelles {\displaystyle \textstyle g} genau dann ein Gram-Punkt, wenn
{\displaystyle \textstyle \theta (g)=k\pi }
gilt für ein {\displaystyle \textstyle k\in \mathbb {Z} }.
Gram-Punkte werden üblicherweise nach folgendem Schema nummeriert: Wegen {\displaystyle \textstyle \sin(0)=0} sind die drei reellen Nullstellen der Theta-Funktion offensichtlich Gram-Punkte. Die größte dieser Nullstellen in {\displaystyle \textstyle 17{,}84559954\ldots } erhält die Nummer 0 und wird mit {\displaystyle \textstyle g_{0}}, mitunter auch {\displaystyle \textstyle \gamma _{0}}, bezeichnet. Größere Gram-Punkte werden entsprechend ihrer Größe aufsteigend durchnummeriert; kleinere Gram-Punkte absteigend. Die nachfolgende Tabelle zeigt die ersten, nicht-negativen Gram-Punkte unter Verwendung dieser Nummerierung:
| {\displaystyle n} | {\displaystyle g_{n}} | {\displaystyle \theta (g_{n})} |
| ----------------- | --------------------- | ------------------------------ |
| −3                | 0                     | 0                              |
| −2                | 3,4362182261…         | −π                             |
| −1                | 9,6669080561…         | −π                             |
| 0                 | 17,8455995405…        | 0                              |
| 1                 | 23,1702827012…        | π                              |
| 2                 | 27,6701822178…        | 2π                             |
| 3                 | 31,7179799547…        | 3π                             |
| 4                 | 35,4671842971…        | 4π                             |
| 5                 | 38,9992099640…        | 5π                             |
| 6                 | 42,3635503920…        | 6π                             |
| 7                 | 45,5930289815…        | 7π                             |
| 8                 | 48,7107766217…        | 8π                             |
| 9                 | 51,7338428133…        | 9π                             |
| 10                | 54,6752374468…        | 10π                            |
| 11                | 57,5451651795…        | 11π                            |
| 12                | 60,3518119691…        | 12π                            |
| 13                | 63,1018679824…        | 13π                            |
| 14                | 65,8008876380…        | 14π                            |
| 15                | 68,4535449175…        | 15π                            |

Vergleicht man nun die Gram-Punkte mit kleiner Nummer {\displaystyle \textstyle n\geq -1} mit den Imaginärteilen der Nullstellen der Riemannschen Zeta-Funktion entlang der kritischen Geraden, so wechseln sich diese ab. Die falsche These, für alle {\displaystyle \textstyle n\geq -1} wechselten sich Gram-Punkte mit den Imaginärteilen dieser Nullstellen ab, wurde von dem amerikanischen Mathematiker John Irwin Hutchinson irreführend als Grams Gesetz bezeichnet. Das erste der unendlich vielen Gegenbeispiele zu diesem „Gesetz“ findet sich im Intervall zwischen den Gram-Punkten
{\displaystyle g_{125}=280{,}80242\ldots }
und
{\displaystyle g_{126}=282{,}45472\ldots }:
Dieses Intervall enthält keinen Imaginärteil einer Nullstelle der Riemannschen Zeta-Funktion. Allerdings verfehlt der auf {\displaystyle \textstyle g_{126}} folgende Imaginärteil der Nullstelle {\displaystyle \textstyle {\frac {1}{2}}+i\cdot 282{,}46511\ldots } dieses Intervall nur knapp.